# Vlag van Zala

Vlag van Zala
(ratio 1:2)

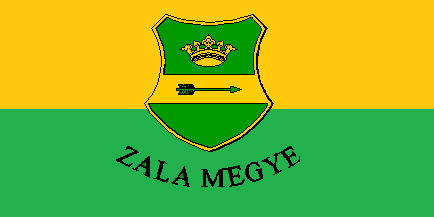
Voorgaande vlag
(1990–2010, ratio 1:2)

De vlag van Zala werd op 9 juli 2010 aangenomen als de vlag van de Hongaarse comitaat Zala. De vlag bestaat uit twee even hoge banen zwart en wit met het wapen in het midden. Onder het wapen staat in een boog en in zwarte letters: zala megye.
Het oude Zala behoorde tot Koninklijk Hongarije. Het verkreeg zijn wapen dan ook al in 1550. De pijl staat voor de strijd die Zala, als grensgebied, voor het behoud van Hongarije heeft moeten voeren. De kroon staat voor absolute trouw aan het vaderland. Van 1990 tot 2010 voerde Zala een groen-gele vlag met een eender wapen, echter van groen met een gele balk en groene pijl. De groene kleur stond voor de vele bossen en cultuurland. Een studie van archivaris Andras Molnar liet zien dat de kleuren oorspronkelijk blauw en zilver waren, zoals een vaandel uit 1660 en afbeeldingen uit 1876 en 1890 ook laten zien. De pijl is van latere datum.